# Dyscia pennulataria
Dyscia pennulataria är en fjärilsart som beskrevs av Jean Baptiste Boisduval 1840. Dyscia pennulataria ingår i släktet Dyscia och familjen mätare. Inga underarter finns listade i Catalogue of Life.